# Blindspot (seizoen 4)
Dit artikel vat het vierde seizoen van Blindspot samen. In de Verenigde Staten liep dit seizoen van 12 oktober 2018 tot en met 31 mei 2019. 

## Rolverdeling

### Hoofdrollen
- Jaimie Alexander - Jane Doe
- Sullivan Stapleton - FBI-agent Kurt Weller
- Rob Brown - FBI-agent Edgar Reade
- Audrey Esparza - FBI-agente Natasha Zapata
- Ashley Johnson - FBI-agente Patterson
- Ennis Esmer -  Rich Dotcom
- Mary Elizabeth Mastrantonio - Madeline Burke

### Terugkerende rollen
- Luke Mitchell - Roman
- Aaron Abrams -  Matthew Weitz
- Hettienne Park - Violet Park
- Josh Dean - Boston Arliss Crab
- Chaske Spencer - Dominic Masters

## Afleveringen
| Nr. | Aflevering | Titel                                            | Regisseur        | Schrijver(s)                   | Selectie gastrollen | Uitzenddatum     |  |
| --- | ---------- | ------------------------------------------------ | ---------------- | ------------------------------ | --- | ---------------- |  |
| 68 | 1          | Hella Duplicitous                                | Martin Gero      | Rachel Caris Love              | Nyambi Nyambi - Dolan Tori Anderson - Blake Crawford Rila Fukushima - Akiko Michael Bryan French - George Amherst                                                                     | 12 oktober 2018  |  |
| Wanneer het team in Tokio op een missie is, ontvangen zij data dat verborgen zat in de halsketting die Roman aan Jane gaf voordat hij stierf. De data onthult dat de ZIP in het lichaam van Jane ervoor zorgt dat zij langzaam aan het sterven is, en dit veroorzaakt ook hallucinaties van Roman die haar aanmoedigt de FBI te vernietigen. Jane neemt contact op met Dolan, een voormalige medewerker van Sandstorm, en verzint een plan om een tatoeage te onthullen die het team naar een criminele bank leidt. Jane gebruikt deze missie om een grote som geld te verduisteren, die zij wil gebruiken om Sandstorm weer tot leven te wekken. De mobiele telefoon van Dolan wordt door de FBI getraceerd, en leidt tot een autoachtervolging waarin Dolan door een ongeluk sterft. De interactie tussen Dolan en Jane heeft de FBI gealarmeerd, en de FBI beseft dat er nog een Sandstormmedewerker actief is. Zij beseffen echter niet dat deze medewerker Jane is. Roman verschijnt nogmaals in een hallucinatie van Jane, en vertelt haar dat zij een medicijn voor haar ziekte zal vinden en dat zij Kurt zal doden uit wraak voor de vele Sandstormdoden. Ondertussen is Zapata samen met Blake in Zürich, waar Blake in een managementvergadering de controle probeert te krijgen over het bedrijf van haar vader. Tijdens de vergadering vergiftigt manager Madeline Burke iedereen, inclusief Blake, en neemt het bedrijf over. Zij spaart Zapata in haar daad, omdat zij haar ziet als een nuttig stuk gereedschap voor de toekomst. |            |                                                  |                  |                                | |                  |  |
| 69 | 2          | My Art Project                                   | Adam Salky       | Christina M. Kim               | Gloria Reuben - Kira Evans Chad Donella - Jake Keaton Tim Guinee - Boris Solokov /Jason Stack                                                                                         | 19 oktober 2018  |  |
| Rich merkt in het FBI-kantoor een muurschildering op wat hem naar een tatoeage van Jane brengt, en dit leidt het team weer naar een Russische spion die al voor jaren in Amerika voor de NSA als dubbelspion werkt. Jane verzint een plan om Shepherd te vinden, en te bevrijden uit haar gevangenschap van de CIA. Zij probeert de dubbelspion ervan te overtuigen om de verblijfplaats van Shepherd te onthullen, dit om hem informatie aan te bieden over zijn familie van wie hij dacht dat zij dood waren. Jane start haar opgezette plan die voordoet alsof zij door de dubbelspion wordt gegijzeld, en op het eind doodt Kurt de dubbelspion. Het lukt Jane net op tijd de informatie te bemachtigen met de gegevens over Shepherd. Hierna praat Jane met Roman, in haar hallucinatie, terwijl zij een gif bereidt dat zij wil gebruiken om Kurt te doden. Ondertussen vliegen Zapata en Burke naar het huis van de advocate Kira Evans van Crawford in Stockholm om daar al de informatie te bemachtigen van het bedrijf. Wanneer Zapata deze informatie in bezit heeft, komt Burke binnen en vermoordt Kira, en verlaat het huis weer nadat zij Zapata de opdracht heeft gegeven om alles op te ruimen. Tijdens het opruimen hoort Zapata een geluid, en ontdekt dan de jonge dochter van Kira die zich in een kast verschool. |            |                                                  |                  |                                | |                  |  |
| 70 | 3          | The Quantico Affair                              | David Tuttman    | Chad McQuay Chris Pozzebon     | Dustin Milligan - Lincoln Annie Q. - Riley Michael McFadden - Ted Henwood Ami Sheth - Afreen                                                                                          | 26 oktober 2018  |  |
| Jane kan het zichzelf niet opbrengen om Kurt daadwerkelijk te doden met het gif, en liegt dan tegen hem dat zij het gif op zichzelf wil gebruiken mocht haar ziekte erger worden. Ondertussen beleeft Patterson een romantische nacht met een man genaamd Lincoln. De volgende dag gaat het team naar een adres dat gelinkt is met een terroristische bommenlegger, en zij krijgen hulp van een aantal studenten van de FBI-academie in Quantico. Patterson is geschokt als zij ontdekt dat Lincoln een van deze studenten is, en dat hij ook de neef is van de nieuwe FBI-directeur Matthew Weitz. Het lukt de FBI de bommenlegger gevangen te nemen, maar ze ontdekken dat hij een hulp had van een partner. Madeline Burke bezoekt de FBI met oude gegevens die zij in Stockholm heeft ontvangen, en dit helpt hen de partner van de bommenlegger te vinden. Het blijkt dat Burke de bomaanslagen had opgedragen, maar nu helpt ze de FBI voor haar publieke opinie. Later ontmoet Jane een vrouw die zij vooruit betaalt voor haar diensten. Kurt had Jane achtervolgd en neemt nu een foto van deze mysterieuze vrouw, en pleegt dan een telefoontje naar een onbekende. |            |                                                  |                  |                                | |                  |  |
| 71 | 4          | Sous-Vide                                        | Aric Avelino     | Eric Buchman                   | Trieste Kelly Dunn - Allie Knight Britne Oldford - Claudia Murphy Stefanie Drummond - Laurel Chadwick                                                                                 | 2 november 2018  |  |
| Jane huurt Boston in om een USB-stick te hacken die de verblijfplaats van Shepherd verbergt, en deze informatie wordt later onthuld. Het team wordt door een tatoeage naar een verlaten ziekenhuis gestuurd, waar nu porseleinen poppen verborgen worden gehouden. Op het FBI-kantoor probeert Patterson te ontdekken wat er in deze poppen kan zitten, terwijl Kurt een ontmoeting heeft met Allie. Het blijkt dat Kurt haar belde toen hij in de afgelopen nacht Jane aan het achtervolgen was, en zij praten nu over wie de vrouw kan zijn waar Jane een ontmoeting mee had. Allie heeft ontdekt wie zij is, het betreft Violet Park met een brandschoon verleden. Kurt is echter niet overtuigd van het feit dat zij een brandschoon verleden heeft. Op het FBI-kantoor ontdekt Patterson dat de poppen een krachtig gifgas bezitten, en is te laat met deze ontdekking en het gas wordt vrijgelaten. Deze gasaanval zorgt ervoor dat het hele FBI-kantoor in quarantaine wordt geplaatst, waar Rich, Patterson en Reade in het lab worden opgesloten en Jane in het kantoor. Het blijkt dat de agent die deze situatie moest oplossen de veroorzaker hiervan was, dit om de effectiviteit van het gas te testen. Na een confrontatie met Kurt en Jane wordt de agent gearresteerd. Ondertussen draagt Burke Zapata op om samen met nieuwe assistente Claudia informatie te vergaren van Reade. Later breken zij in het appartement van Reade in waar zij zijn computer vinden. Het lukt hen echter niet om de computerbestanden te openen, en Claudia besluit dit op haar manier op te lossen. Claudia wacht Reade op in zijn appartement, en na zijn thuiskomst probeert zij hem te overmeesteren. Het lukt Reade om haar uit te schakelen, maar dan verschijnt Zapata ten tonele die hem onder schot houdt. |            |                                                  |                  |                                | |                  |  |
| 72 | 5          | Naughty Monkey Kicks at Tree                     | Chris Place      | Rachel Caris Love              | Chad Donella - Jake Keaton Britne Oldford - Claudia Murphy Joseph Melendez - Luther Nathan Darrow - Daniel Katzovich                                                                  | 9 november 2018  |  |
| Reade wordt door Zapata en Claudia vastgebonden, en proberen zo zijn toegangscode te krijgen van de computer. Wanneer Claudia Zapata wil doden, onthult Reade zijn toegangscode. Ondertussen draagt Kurt aan Patterson op om Violet Parks door te lichten, en zij ontdekt dat Violet banden heeft met de zwarte markt. Later wordt het team op een spoor van een beruchte huurmoordenaar gezet die voor een ecoterroristische groep werkt. Na zijn arrestatie herkent hij Rich als Jackson Fernwood, en dat hij deze naam in zijn criminele verleden gebruikte in zijn oplichtingspraktijken. Een van zijn slachtoffers blijkt de ecoterroristische groep te zijn, en zij weten nog niet dat Rich nu voor de FBI werkt. Deze groep is van plan om een aanval op New York te plegen. Rich wordt samen met Kurt undercover gestuurd om dit te stoppen. Bij deze operatie krijgen zij hulp van CIA-agent Keaton, die in een schietpartij wordt geraakt en in coma belandt. Jane ontmoet later Violet, die haar een mogelijke verblijfplaats onthult van Shepherd. Zapata en Claudia overhandigen de computergegevens van Reade aan Burke. Wanneer Zapata ontdekt dat Claudia een spion is van MI6 schiet zij haar dood, en verdient hier het complete vertrouwen van Burke mee. |            |                                                  |                  |                                | |                  |  |
| 73 | 6          | Ca-Ca-Candidate for Cri-Cri-Crime                | Andi Armaganian  | Chris Pozzebon                 | Mario Van Peebles - Frank Davenport Jen Richards - Sabrina Larren Callum Blue - Owen Booth Adrian Alvarado - Justin Trimble                                                           | 16 november 2018 |  |
| Een nieuwe tatoeage wordt opgelost na de moord op een congreslid, die net voor zijn dood contact zocht met FBI directeur Weitz. Deze tatoeage leidt het team naar een machtig belangengroep met grote samenzweringsgeheimen. Het team vermoedt dat Weitz dingen achterhoud nadat hij ontkent dat hij het congreslid kende, en zetten de jacht voort op de moordenaar voordat er meerdere doden vallen. Ondertussen wordt Reade door de vervanger van CIA agent Keaton, Sabrina Larren, ondervraagd over het geven van zijn wachtwoord aan Zapata. Deze ondervraging geeft als resultaat dat Reade door Weitz wordt ontslagen, maar later zoekt Weitz hem op en vertelt hem dat zijn ontslag in scène is gezet om zowel de FBI als CIA te misleiden. Hij wil dat Reade in het geheim achter Zapata aangaat om zo haar uit te schakelen. Het bedrijf van Burke is met een concurrent in de race voor een groot defensiecontract, en stuurt Zapata erop uit om een manier te vinden om haar concurrent uit te schakelen. Op het einde van de dag achtervolgt Kurt Jane die weer een ontmoeting heeft met Violet, en confronteert Jane later met zijn bevindingen over haar geheim. |            |                                                  |                  |                                | |                  |  |
| 74 | 7          | Case: Sun, Moon and the Truth                    | Andy Mikita      | Ryan Johnson Peter Lalayanis   | Gillian Zinser - Eve Sasha Diamond - Laurie Danny Garcia - Mike Lee Garrett - Leo | 30 november 2018 |  |
| Terwijl Jane en Kurt in hun appartement een heftige discussie hebben, worden ze onder vuur genomen door Eve, de eigenaresse van de criminele bank waar de FBI laatst een inval heeft gedaan. Zij wil het geld terug dat Jane tijdens deze inval heeft gestolen. Eve plaatst bomgordels bij Jane en Kurt en dwingt hen in te breken in het FBI-kantoor. Daar bevindt zich een voorwerp dat Eve wil hebben om dit door te kunnen verkopen aan terroristen. Dankzij een listig plannetje lukt het Kurt zich te ontdoen van de explosieven, en deze tegen Eve te gebruiken zodat hij en Jane gered zijn. Ondertussen moet Zapata een beroemde hacker vinden, genaamd Del Toro. Deze hacker heeft de uitrusting om een vliegtuig, ontworpen door een rivaal van Burke, neer te laten storten. Dit zal ervoor zorgen dat dan een defensiecontract aan Burke wordt gegund. Zapata vindt Del Toro in Mexico, en dit geeft een alarmsignaal naar Reade en Weitz af die ook naar hem op zoek waren. Patterson en Rich werken aan een aanwijzing van een datafile van Roman. De datafile werd gevonden in een FBI-pas van een werknemer. Als zij de datafile bekijken vinden zij medische informatie, en deze kan hen helpen met het vinden van een medicijn voor Jane. Kurt krijgt dan een telefoontje van Jane, die vastbesloten is om met haar plannen door te gaan. Hij vertelt haar dat hij koste wat kost zijn vrouw terug wil hebben. |            |                                                  |                  |                                | |                  |  |
| 75 | 8          | Screech, Thwack, Pow                             | David Tuttman    | Kate Sargeant Curtis           | Michelle Hurd - Shepherd Hettienne Park - Violet Gianfranco Brero - Franco Cortez | 8 december 2018  |  |
| Kurt informeert Patterson en Rich dat Jane weer als Remi door het leven gaat. Terwijl zij Remi proberen te lokaliseren, ontvangt NORAD een signaal dat een bewapende raket onderweg naar New York is. Dit zorgt ervoor dat er grote paniek uitbreekt, en het team ontdekt dan dat NORAD gehackt is door Boston. Hij heeft ervoor gezorgd, met medewerking van Jane, dat NORAD valse informatie kreeg over de raket, dit om CIA te dwingen om Shepherd te verhuizen zodat Jane haar dan kan overmeesteren. Jane ontdekt waar het transport van Shepherd heengaat, en kan haar tijdens een vuurgevecht waarbij Violet omkomt bevrijden. Wanneer zij op een veilige plaats zijn aangekomen bekent Shepherd aan Jane dat zij de risico's wist van haar ZIP-vergiftiging, en dat Roman een wetenschapper genaamd Kallisto kende die haar waarschijnlijk kan genezen. Op hetzelfde moment vertelt Patterson aan Kurt over een riskante behandeling voor Jane dat misschien haar persoonlijkheid weer terugbrengt. Met hulp van Rich lokt Kurt Jane in een val, en begint dan met haar te vechten. Ondertussen reizen Reade en Weitz naar Mexico waar Zapata en Burke met een Mexicaanse bendeleider onderhandelen over de diensten van Del Toro. Net nadat Burke Zapata opdracht geeft om Del Toro te ontvangen, wordt zij door Reade en Weitz in een hoek gedreven. |            |                                                  |                  |                                | |                  |  |
| 76 | 9          | Check Your Ed                                    | David McWhirter  | Brendan Gall                   | Michelle Hurd - Shepherd Jennifer Van Dyck - dr. Nancy Williams Sophie Knapp - meisje Heidi Germaine Schnappauf - dubbelganger Jane /Remi                                             | 11 januari 2019  |  |
| Tijdens het gevecht tussen Kurt en Jane lukt het hem Jane te injecteren om haar te verdoven. Hij brengt haar naar het FBI-kantoor, waar een dokter Patterson en Rich helpt om de experimentele procedure bij Jane toe te dienen wat zij gevonden hebben in de data van Roman. In de gedachten van Jane herinnert zij het meeste van haar verleden. Ze wordt geholpen door visioenen over Kurt en het team dat tegen Roman en Shepherd vecht en wat leidt tot de finale confrontatie met Remi. Zij kan Remi uiteindelijk overtuigen dat Shepherd de werkelijke vijand is. Jane ontwaakt en ontdekt dat zij weer de echte Jane is, en herenigt zichzelf met Kurt, Patterson en Rich. Iedereen denkt ondertussen dat Shepherd ontsnapt is, maar als Kurt thuiskomt in hun appartement, valt Shepherd hem aan. Ze vechten en net als Shepherd Kurt wil neerschieten, wordt zij neergeschoten. Jane is thuisgekomen en heeft Shepherd doodgeschoten. De volgende dag maakt het team zich op voor een nieuwe werkdag, maar zijn dan verrast als zij Zapata met handboeien om naar een verhoorkamer gebracht zien worden. |            |                                                  |                  |                                | |                  |  |
| 77 | 10         | The Big Reveal                                   | Joy T. Lane      | Matt Young                     | Tori Anderson - Blake Crawford Chad Donella - Jake Keaton Britne Oldford - Claudia Murphy Jen Richards - Sabrina Larren Patricia Richardson - dr. Nora Lee Roga Evan Todd - Clay Roga | 18 januari 2019  |  |
| Patterson en Rich identificeren Kallisto als dr. Nora Lee Roga, de maakster van ZIP die eigenlijk twee jaar geleden gestorven was. Het team ondervraagt Clay, de zoon van de dokter, en vinden dan bewijzen dat Nora nog in leven is. Zij vinden haar verblijfplaats, en ontdekken dat Roman haar hier heeft verborgen nadat haar assistente werd omgebracht in opdracht van haar farmaceutisch bedrijf. Dit bedrijf bleef ZIP verkopen, ondanks dat het bekend was van de fatale effecten. Zij onthult aan het team dat Roman stamcellen had geproduceerd om zo Jane te redden, maar dan worden zij aangevallen waarbij de stamcellen worden vernietigd. Na de aanval geven zij Nora toestemming om naar haar zoon te gaan, en dan vertelt zij hen dat Roman nog naar meer stamcellen op zoek was. Ondertussen wordt Reade door de CIA onder druk gezet om Zapata aan hen over te geven, en Zapata bekent dan aan Reade dat zij nooit door de CIA werd ontslagen maar undercover ging bij HCI Global. Dit om bij HCI Global te infiltreren en hen te ontmantelen. Reade besluit om Zapata haar missie voort te laten zetten, en besluit dat hij haar nieuwe contactpersoon wordt. Zapata zet dan koers naar Toronto, maar wordt dan al snel gevangen genomen door de CIA. |            |                                                  |                  |                                | |                  |  |
| 78 | 11         | Careless Whisper                                 | Mark Tonderai    | Eric Buchman                   | Amanda Warren - Iris Amy Margaret Wilson - Briana Neil Hellegers - Winston Pear Ryan Quinn - Ronnie Delvecchio                                                                        | 1 februari 2019  |  |
| Wanneer een beroemde misdaadromanschrijver wordt vermoord gaat het team op onderzoek uit. Het onderzoek stuurt hen achter een seriemoordenaar aan, die gedetailleerd wordt omschreven in het laatste werk van het slachtoffer. In dit werk wordt ook fictieve personages weergegeven die veel weg hebben van het FBI-team. Het blijkt dat een medewerker bij de FBI persoonlijke gegevens heeft gelekt aan het slachtoffer voor zijn boek. Reade ontdekt dat agente Brianna hiervoor verantwoordelijk is. Brianna verklaart dat de moordenaar uit het boek gebaseerd was op een bestaand persoon, en dat het slachtoffer achter zijn werkelijke identiteit was gekomen. Jane wordt dan ontvoerd door de moordenaar, en tegelijkertijd verliest zij haar zichtvermogen. Jane stuurt een morsecode naar het horloge van Patterson, en het team moet dan een strijd aangaan tegen de tijd om Jane te redden en de moordenaar te vinden. Jane wordt met spoed naar het ziekenhuis gebracht, en verklaart dat zij nu het laatste gevecht moet aangaan tegen haar ZIP-vergiftiging. Ondertussen wordt Zapata gered door Dominic Masters, een medewerker van Madeline, van haar overmeestering door de CIA-agenten. Wanneer Zapata terug is op de ontmoetingsplek vindt zij een rinkelende telefoon op de vloer. Nadat zij haar orders heeft ontvangen beseft zij dat haar bescherming nog niet helemaal kwijt is, maar het lukt haar niet om contact te krijgen met Del Toro. |            |                                                  |                  |                                | |                  |  |
| 79 | 12         | The Tale of the Book of Secrets                  | R.T. Thorne      | Rachel Caris Love              | Louis Ozawa Changchien - Ken Lee Priscilla Lopez - Sra. Mendoza Ami Sheth - Afreen | 8 februari 2019  |  |
| Dankzij een datafile lukt het Patterson en Rich miljardair Ken Lee te ontmaskeren, die in bezit is van stamcellen die Jane kunnen genezen. Ken wil wel meewerken maar wil in ruil Het Boek van Geheimen hiervoor krijgen. Dit leidt Patterson en Rich op een jacht door Peru, door het volgen van de laatste sporen van Roman. Zij vinden daar vermiste informatie die Roman niet zelf had kunnen ontdekken. In de bergen van Machu Picchu graaft Rich uit de grond het boek op. Het team ontdekt dan dat Ken hen wilde oplichten, maar het team is hem voor en de politie kan Ken stoppen. Ken beseft dat hij verslagen is, en zal de stamcellen leveren tegen een lagere straf. Jane knapt na het toedienen van de stamcellen zienderogen op. Ondertussen neemt Zapata Boston in plaats van Del Toro. Madeline is echter niet overtuigd dat Boston hun man is, en geeft hem orders om een vliegtuig te hacken. Zapata en Boston beginnen hierdoor zich zorgen te maken. |            |                                                  |                  |                                | |                  |  |
| 80 | 13         | Though This Be Madness, Yet There Is Method In't | Ramaa Mosley     | Christina M. Kim               | Alexander Chaplin - Garret Young Amanda Lund - Stephanie Miriam A. Hyman - kolonel Anne Hecker                                                                                        | 15 februari 2019 |  |
| Zapata probeert Boston ervan te overtuigen om zoveel mogelijk te hacken zonder iemand te verwonden. De situatie wordt dan gecompliceerd wanneer de echte Del Toro tevoorschijn komt. Zapata beseft dat Madeline naar hem onderweg is, en overtuigt Boston om iedereen te redden van zijn hack. Ondertussen ondervraagt het team het hoofd van beveiliging van Bradley Dynamics, de concurrent van HCI Global, die onthult dat het vliegtuig waaraan zij werken de nieuwe Air Force One is. Het team ontdekt dan dat Weitz op dat moment aan boord is van dit vliegtuig voor een vergadering. In het gebouw van Madeline lukt het Zapata om Del Toro te vermoorden, en Boston kan dan zijn computer overnemen om zo het neerstorten van het vliegtuig te voorkomen. Zonder medeweten van Zapata en Boston, planten Madeline en haar handlanger Dominic explosieven in het gebouw. Na de explosie lukt het Zapata te verdwijnen terwijl Madeline en Dominic ook kunnen ontsnappen. Op het FBI-kantoor wordt het huisarrest van Boston opgeheven, en Reade biedt hem een baan aan die hij afslaat. Madeline duikt na haar laatste actie onder, en plant een operatie die zij de naam Helios geeft. Later op de avond krijgen Kurt en Jane een brief van een advocaat die de erfenis afhandelt van Shepherd. Deze brief bevat een puzzel van een afbeelding die zij moeten oplossen. Zapata neemt contact op met Reade, en vertelt hem dat zij naar Zurich vertrekt om daar bewijzen tegen Madeline op te halen om zo het vertrouwen van Reade terug te krijgen. In Zurich ontvangt zij haar bewijzen, maar wordt dan door een onbekende vrouw aangevallen. |            |                                                  |                  |                                | |                  |  |
| 81 | 14         | The Big Blast From the Past Episode              | Kristin Windell  | Kate Sargeant Curtis           | Jordan Johnson-Hinds - Stuart Kayla Foster - Lilly Terrace Mary Stuart Masterson - Eleanor Hirst Natalie Jacobs - Annabel                                                             | 8 maart 2019     |  |
| Zapata keert terug en vertelt aan Reade dat haar opdracht is mislukt, omdat haar aanvaller haar belette de bestanden met bewijzen naar haar telefoon te uploaden. Het FBI-team moet dan de achtervolging inzetten op een persoon die een serie bomaanslagen heeft gepleegd, en zijn locaties hebben een connectie met oude FBI zaken. Lily, de vrouw die verantwoordelijk is voor deze oude zaken, zit in de gevangenis, en daarom gaat het team uit van een na-aper. De FBI ontvangt dan een telefoontje van de na-aper, en vertelt hen dat Lily erin geluisd werd door een lid van het team. Een flashback onthult dat dit Weitz was, die Stuart onder druk zette om bewijzen te vervalsen zodat Lily berecht kon worden. Een nieuw spoor leidt het team naar een nieuwe verdachte, de vader van Lily. Weitz blokkeert het team dan van het arresteren van hun nieuwe verdachte, en geeft opdracht voor een drone aanval om zo zijn sporen te wissen. Weitz denkt dan veilig te zijn, maar ontvangt dan een telefoontje van de na-aper, die hem vertelt dat hij in werkelijkheid Dominic is. Hij dreigt Weitz te ontmaskeren, of Weitz moet zijn eisen inwilligen. Patterson bezoekt Jane en Kurt in hun woning met het nieuws dat zij de puzzel heeft opgelost die zij recentelijk hebben ontvangen van Shepherd. Het blijkt een 3D printcode te zijn van een speciale sleutel, en Jane verklaart te weten wat deze kan openen. |            |                                                  |                  |                                | |                  |  |
| 82 | 15         | Frequently Recurring Struggle For Existence      | Martha Mitchell  | Matt Young                     | Chad Donella - Jake Keaton Angela Gots - Peter Oldring - Dave Kirkpatrick David Vadim - Constantine                                                                                   | 15 maart 2019    |  |
| De sleutel van de opgeloste puzzel kan gebruikt worden om een Sandstorm bestand te openen vol met gegevens dat iets betekent voor Jane, die toen als Remi door het leven ging. Een tatoeage wijst het team naar een recentelijke overval, waarbij een partij plutonium werd gestolen door een Russische terroristengroep. Deze groep wil deze partij verkopen aan potentiële kopers, en een ervan is Cameron. Hij was in het verleden actief als militair en mentor van Jane, en Jane had hem toen gemanipuleerd om zo actief te worden voor Sandstorm. Cameron wil het plutonium gebruiken om een vuile bom te maken, en deze gebruiken op een militaire bijeenkomst om zo zijn ontslag te wreken. Jane bekent dat berouwvol aan hem dat zij verantwoordelijk was voor zijn ontslag. Cameron is echter niet onder de indruk en wil zijn bom toch afvuren, maar wordt dan door Kurt neergeschoten. Ondertussen ontwaakt Keaton uit zijn coma, en vertelt Zapata dat hij bewijzen heeft wat haar van alles vrijpleit. Patterson ontdekt een beveiligingscamera in het Sandstorm bestand, en deze vertoont een beeld van een persoon die een dag eerder in het FBI-kantoor was. |            |                                                  |                  |                                | |                  |  |
| 83 | 16         | The One Where Jane Visits An Old Friend          | Jean de Segonzac | Eric Buchman                   | Jeremy Shamos - Casey Marco Mark Deklin - J.B. Kelley Ukweli Roach - dr. Robert Borden Natalie Jacobs - Annabel                                                                       | 22 maart 2019    |  |
| Jane zoekt dr. Borden op voor hulp voor haar zonden die zij maakte in haar tijd dat zij als Remi door het leven ging. Hij wil echter haar proberen te overtuigen dat zij en Remi al die tijd dezelfde persoon zijn. Ondertussen gaat het team op jacht naar de huurmoordenaar, die achter een directielid zit van HCI Global voor wraak op de dood van Del Toro. Madeline maakt dan misbruik van de situatie nadat de huurmoordenaar opgepakt wordt, en zij vermoordt dan het directielid die tegen haar kon getuigen. Zapata leidt het team naar de persoonlijke piloot van Madeline, maar de piloot kan het team misleiden zodat Madeline kan ontsnappen. Het lukt Zapata dan toch om Madeline te overmeesteren, maar Dominic kan dan Jane overmeesteren en haar ontvoeren. |            |                                                  |                  |                                | |                  |  |
| 84 | 17         | The Night of the Dying Breath                    | Jeff T. Thomas   | Chris Pozzebon                 | Raoul Bhaneja - Richard Shirley Amy Margaret Wilson - Briana | 5 april 2019     |  |
| Dominic eist de onmiddellijke vrijlating van Madeline, en om hier kracht bij te zetten begraaft hij Jane in een houten kist. Het FBI-team moet nu alles op alles zetten om Jane te vinden, voordat zij geen zuurstof meer heeft. Met hulp van Zapata lukt het Weller om de locatie te vinden waar Jane verstopt is, en kan haar op tijd redden. Nadat Jane gered is stuurt Reade Madeline naar de gevangenis, maar haar advocaat instrueert Dominic om te starten met operatie Helios. |            |                                                  |                  |                                | |                  |  |
| 85 | 18         | Ohana                                            | Sudz Sutherland  | Sabrina Deana-Roga Anne Hecker | Bill Nye - Bill Nye the Science Guy Britne Oldford - Claudia Murphy Colby Minifie - Ginny Kelling Kathleen Mary Carthy - dr. Sudz Sutherland                                          | 12 april 2019    |  |
| Een tatoeage leidt het team naar een krachtige bacterie dat vele doden heeft veroorzaakt door vergiftiging, en dit leidt het team weer naar een bedrijf waar de vader van Paterson als consultant actief is. Ondertussen krijgt Zapata een telefoontje van Claudia, die ook probeert Masters te vinden. Claudia wordt later dood gevonden door een aanwijzing die waarschijnlijk van zichzelf afkwam. Kurt en Jane proberen nog steeds de identiteit te achterhalen van de persoon die de Sandstorm spullen heeft aangeleverd. In deze spullen vinden zij een visitekaartje die hun naar een opvangtehuis stuurt dat ook in het verleden bezoek heeft gehad van Shepherd. Shepherd was toen op zoek naar een vrouw genaamd Jessica, die in bezit was van een jas die de persoon op de video ook droeg. Een schets van Jessica toont aan Jane en Kurt dat Jessica de moeder van Kurt is. |            |                                                  |                  |                                | |                  |  |
| 86 | 19         | Everybody Hates Kathy                            | David McWhirter  | Kate Sargeant Curtis           | Heather Burns - Kathy Gustafson John Cannon - Aaron Juan Ayala - agent Woods | 19 april 2019    |  |
| Een bedrijfsfeestje wordt verstoord door een FBI-inval, dit omdat er een hackaanval plaatsvond. Deze hackaanval geeft Patterson een nieuwe aanwijzing, en dit wijst het FBI-team door naar een geheim overheidsproject: een satelliet met atoomwapens. Ondertussen gaan Jane en Kurt naar Pennsylvania, om daar de drugsverslaafde moeder Linda van Kurt te ondervragen. Zij geeft toe dat zij Shepherd kende en dat zij gebruikt werd om informatie te geven over Kurt. Jane haalt Kurt over om het goed te maken met zijn moeder, en zorgt ervoor dat zij opgenomen wordt in een afkickkliniek. Patterson en Rich ontdekken dat Kathy vrijgelaten werd uit de gevangenis wegens goed gedrag. Reade stuurt hen achter haar aan, en zij ontdekken dat Kathy een bank gehackt heeft. Wanneer zij Kathy vinden horen zij van haar dat zij gaat trouwen. Patterson en Rich proberen haar te overhalen om te stoppen met het hacken door een groot geldbedrag te geven voor haar huwelijk. Het wordt dan duidelijk dat haar bruidegom Masters is, die haar wil gebruiken om project Helios te voltooien. |            |                                                  |                  |                                | |                  |  |
| 87 | 20         | Coder to Killer                                  | Martha Mitchell  | Ryan Johnson Peter Lalayanis   | Ajay Naidu - Shohid Akhtar Katie Finneran - Keith Jardine - Pavel Makarov Amy Margaret Wilson - Briana                                                                                | 24 mei 2019      |  |
| Terrorist Sho Akhtar, die gevangen zit, probeert in contact te komen met het FBI-team om informatie te geven over een aankomende terroristenaanval. Er wordt onthuld dat hij dit doet om zo een ontsnapping te verwezenlijken, dit met hulp van een Russische collegaterrorist met een persoonlijke vendetta. Ondertussen belt Masters met Briana met de bedreiging dat haar familie wordt gedood als zij zich niet aan het Helios-plan houdt. Briana breekt dan in het appartement van Kurt en Jane in, waar zij een item uit hun kluis steelt. |            |                                                  |                  |                                | |                  |  |
| 88 | 21         | Masters of War 1:5 – 8                           | Amanda Tapping   | Matt Young                     | Chad Donella - Jake Keaton Katya Campbell - Erin Sandler Dennis Boutsikaris - Lucas Nash Amy Margaret Wilson - Briana                                                                 | 31 mei 2019      |  |
| Het FBI-team volgt een spoor naar Barry Wallace, een voormalige CIA-agent en een medeplichtige van Madeline Burke die samen met Masters aan het Helios-plan werkt. Nadat Barry gevangen wordt genomen wordt hij gedood bij een aanval die door Masters is opgezet. Nu wordt het team gedwongen om Burke op te pakken voor ondervraging, maar zij weigert echter alle medewerking. Uiteindelijk geeft zij het telefoonnummer van Masters prijs die het team dan kan hacken. Nadat Masters gelokaliseerd kan worden wordt hij door het team neergeschoten, maar ze kunnen echter niet voorkomen dat hij nog voor zijn dood een virus in een computer kan uploaden. Dit virus zorgt ervoor dat het hele land in een chaos terugkomt, dit omdat de stroom overal is uitgevallen. |            |                                                  |                  |                                | |                  |  |
| 89 | 22         | The Gang Gets Gone                               | David McWhirter  | Chris Pozzebon                 | Raoul Bhaneja - Richard Shirley Dennis Boutsikaris - Lucas Nash Heather Burns - Kathy Gustafson David Clayton Rogers - Ice Cream Brie Kristiansen - Vala                              | 31 mei 2019      |  |
| De verstoring van het elektriciteitsnet blijft zich verspreiden over het hele land, terwijl er steeds meer verdeling in het team komt door geheimen die naar buiten komen. Het FBI-team achtervolgt Kathy naar IJsland om daar de stroomuitval op te lossen. Daar aangekomen ontdekken zij dat zij in de val zijn gelokt en als schuldigen worden gezien. Met hulp van een contact van Rich, Ice Cream, lukt het hen te ontsnappen, waarna zij bij elkaar komen in een verlaten huisje. In New York probeert Rich het team te helpen door een file van Helios te ontcijferen. Voordat hij klaar is, wordt directeur Weitz gedwongen om Madeline vrij te laten en de aanklachten tegen haar te laten vallen. De reden van Madeline om de FBI te vernietigen wordt duidelijk en het lijkt steeds duidelijker dat het team is overgelopen en verantwoordelijk is voor de aanval op het electriciteitsnet en de moorden daarbij. Nash regelt dan een drone-aanval, die het huisje met iedereen erin, uitgezonderd Jane, vernietigt. |            |                                                  |                  |                                | |                  |  |